# Kanton Saint-Pois
Der Kanton Saint-Pois war von 1790 bis 2015 ein französischer Kanton im Arrondissement Avranches, im Département Manche und in der Region Basse-Normandie; sein Hauptort war Saint-Pois. Der Kanton war etwa 92 km² groß und hatte (1999) 2.921 Einwohner, was einer Bevölkerungsdichte von 32 Einwohnern pro km² entsprach.

## Gemeinden
Der Kanton bestand aus zehn Gemeinden:
| Gemeinde                  | Einwohner Jahr | Fläche km² | Bevölkerungsdichte | Code INSEE | Postleitzahl |
| ------------------------- | -------------- | ---------- | ------------------ | ---------- | ------------ |
| Boisyvon                  | 103 (2013)     | –          | – Einw./km²        | 50062      | 50800        |
| La Chapelle-Cécelin       | 227 (2013)     | –          | – Einw./km²        | 50121      | 50800        |
| Coulouvray-Boisbenâtre    | 541 (2013)     | –          | – Einw./km²        | 50144      | 50670        |
| Lingeard                  | 82 (2013)      | –          | – Einw./km²        | 50271      | 50670        |
| Le Mesnil-Gilbert         | 147 (2013)     | –          | – Einw./km²        | 50312      | 50670        |
| Saint-Laurent-de-Cuves    | 489 (2013)     | –          | – Einw./km²        | 50499      | 50670        |
| Saint-Martin-le-Bouillant | 311 (2013)     | –          | – Einw./km²        | 50518      | 50800        |
| Saint-Maur-des-Bois       | 142 (2013)     | –          | – Einw./km²        | 50521      | 50800        |
| Saint-Michel-de-Montjoie  | 314 (2013)     | –          | – Einw./km²        | 50525      | 50670        |
| Saint-Pois                | 502 (2013)     | –          | – Einw./km²        | 50542      | 50670        |

## Bevölkerungsentwicklung
| 1962 | 1968 | 1975 | 1982 | 1990 | 1999 |
| ---- | ---- | ---- | ---- | ---- | ---- |
| 4751 | 4331 | 3707 | 3386 | 3137 | 2921 |